# Edward III
Edward III (ur. 13 listopada 1312 w zamku Windsor, zm. 21 czerwca 1377 w Sheen Palace) – najstarszy syn króla Anglii Edwarda II i jego żony Izabeli Francuskiej. Król Anglii od 25 stycznia 1327 do śmierci. Jest jednym z najdłużej panujących monarchów angielskich (50 lat). Jego panowanie zostało zdominowane przez wojny z Francją (wojna stuletnia) i Szkocją.

## Pochodzenie
Urodził się 13 listopada 1312 r. na zamku Windsor tuż przed godziną 6:00 jako pierworodne dziecko Edwarda II, króla Anglii i Izabeli, królewny francuskiej i nawarskiej. W Londynie zapanowała radość na wieść o przyjściu na świat następcy tronu. Francuska delegacja przebywająca na dworze nalegała, aby książę otrzymał imię po swoim dziadku macierzystym Filipie IV Pięknym, królu Francji, jednak został nazwany Edwardem na cześć królów Anglii: swego ojca i dziadka Edwarda I Długonogiego. Miał trójkę młodszego rodzeństwa: brata Jana i dwie siostry: Eleonorę i Joannę.  
Małżeństwo rodziców Edwarda było nieudane ze względu na intymne relacje króla z innymi mężczyznami.   

## Następca tronu
14 września 1325 r. Edward dołączył do swojej matki, która od kilku miesięcy przebywała w Paryżu u swego brata Karola IV Pięknego. Mimo nalegań Edwarda II Izabela i książę odmówili powrotu do Anglii. W tym samym czasie królowa nawiązała romans z Rogerem Mortimerem. W maju 1326 r. Edward wraz z matką byli honorowymi gośćmi na koronacji Joanny z Evreux, mimo ciągłych ponagleń ze strony ojca, który przekonywał syna do powrotu. 
We wrześniu 1326 r. Edward wraz z matką i jej faworytem a także wsparciem ze strony hrabiego Hainaut Wilhelma I wyruszyli do Anglii celem obalenia Edwarda II.   20 stycznia 1327 r. król abdykował na rzecz swego syna. 1 lutego 1327 r. w wieku 14 lat Edward został koronowany.  

## Pod wpływem Mortimera
W zastępstwie 15-letniego króla realną władzę sprawował Mortimer, który przybrał tytuł hrabiego Marchii (1st Earl of March). Jako kochanek królowej matki zyskał on ogromny wpływ na rządy i stał się de facto władcą Anglii. Mocna pozycja Mortimera nie odpowiadała zarówno królowi Edwardowi, jak i znacznej części angielskiego możnowładztwa, czekającego tylko na stosowną chwilę, by pozbyć się Mortimera.
Tymczasem, korzystając z zamieszania po obaleniu Edwarda II, północną Anglię zaatakował król Szkocji Robert I Bruce. Wyprawa angielska, na której czele stanęli król Edward i Mortimer, nie przyniosła rezultatu, gdyż Szkoci unikali walnej bitwy. Skłoniła natomiast obie strony do podjęcia rokowań, zakończonych podpisaniem traktatu w Northampton 1 maja 1328 r., w którym Anglicy uznawali niepodległość Szkocji i królewską godność Roberta Bruce’a. Aby zacieśnić związki między obydwoma krajami, następca tronu Szkocji Dawid Bruce poślubił młodszą siostrę Edwarda, Joannę z Tower. Król nie wziął udziału w weselu siostry, gdyż traktat pokojowy pomiędzy Anglią i Szkocją był działaniem, na które nie miał realnego wpływu. 
W międzyczasie zaszło wydarzenie, które zdeterminowało całą angielską politykę na następne stulecia. 1 lutego 1328 r. zmarł Karol IV Piękny, ostatni syn Filipa IV Pięknego. Ani on, ani jego starsi bracia nie pozostawili męskich potomków, ale królowa Joanna d'Évreux w chwili śmierci męża była już w ciąży. O sprawowanie regencji oraz przejęcie władzy królewskiej w wypadku narodzin córki wystąpiła królowa Izabela i brat stryjeczny Karola IV, Filip de Valois. Kandydaturę Izabeli odrzucono, powołując się na dawne prawo salickie, nie pozwalające na dziedziczenie korony francuskiej przez kobiety. Anglicy wysunęli wówczas kandydaturę Edwarda III jako najstarszego męskiego potomka Filipa Pięknego. Niechęć panów francuskich do Anglików okazała się silniejsza i regentem (a później i królem, gdyż królowa Joanna urodziła córkę) został Filip VI Walezjusz, zaś prawo salickie zmieniono tak, że nie tylko kobieta, ale i jej potomstwo nie mogło dziedziczyć francuskiego tronu. Edward złożył Filipowi VI hołd z Akwitanii, pamiętał jednak o swoich roszczeniach i podniósł je w późniejszym okresie.
Głównym problemem Edwarda była wtedy wszechwładza Mortimera, który poczynał sobie coraz zuchwalej, pozbywając się wszystkich, którzy mogli stanąć na przeszkodzie jego ambicjom. Mortimer przebrał w końcu miarę w 1330 r., kiedy kazał uwięzić i stracić królewskiego stryja Edmunda Woodstocka, 1. hrabiego Kentu. Edward zdecydował się działać i w październiku 1330 w Nottingham przeprowadził zamach, zakończony uwięzieniem Mortimera, który przetransportowany do Tower został tam bez sądu powieszony 29 listopada 1330 r., zaś wszystkie jego ziemie zostały przejęte przez Koronę (część z nich zwrócono po kilku miesiącach synom Mortimera). Królowa Izabela musiała opuścić dwór, i została na krótko zamknięta w areszcie domowym w zamku Berkhamsted. Później, syn pogodził się z nią jednak, odwiedzał ją zapraszał na uroczystości państwowe, prowadził z nią korespondencję. Izabela zmarła w 1358 r.

## Wojna ze Szkocją
Edward złożył Filipowi VI hołd, jako książę Akwitanii był parem Francji i lennikiem Korony Francuskiej. Nie porzucił jednak myśli o koronie francuskiej i pilnie obserwował wydarzenia po drugiej stronie kanału La Manche, zwłaszcza to, co się działo we Flandrii. W 1328 r. pod Cassel Filip VI pobił Flamandów i przywrócił władzę we Flandrii Ludwikowi de Nevers. Niezadowoleni z jego rządów Flamandowie tylko czekali na okazję do rebelii. Na razie jednak uwaga Edwarda została skoncentrowana na Szkocji.
Król Robert zmarł niedługo po traktacie w Northampton. Tron objął jego nieletni syn Dawid II, szwagier Edwarda. W jego zastępstwie rządził Thomas Randolph, 1. hrabia Moray, zaś po jego śmierci w 1332 r. Domhall II, hrabia Mar. Edward, pomimo zaprzysiężenia traktatu, dążył do upokorzenia Szkotów i wzorem swojego dziadka, Edwarda I Długonogiego – Młota na Szkotów, chciał im narzucić namaszczonego przez siebie władcę.
Plany Edwarda znalazły zwolenników w grupie szkockich baronów zwanych „Wydziedziczonymi”, wrogich wobec Roberta i Dawida Bruce’ów. Na ich czele stali Edward Balliol, którego ojciec Jan był w latach 1292–1296 królem Szkocji z łaski Boga i Edwarda I, oraz Henry Beaumont, tytularny 4. hrabia Buchan. Z ich pomocą Edward III chciał podbić Szkocję i osadzić na jej tronie Edwarda Balliola.
Korzystając z zamieszania po śmierci hrabiego Moray, Balliol z kilkoma setkami najemników przekroczył graniczną rzekę Humber. Jednocześnie reszta „Wydziedziczonych” pod wodzą Henry'ego Beaumonta wylądowała w Fife i ruszyła na Perth. 11 sierpnia 1332 r. pod Dupplin Moor zastąpiła im drogę 6-krotnie liczniejsza armia szkocka, która została jednak doszczętnie rozbita. Po raz pierwszy zastosowano tam taktykę walki, która największy nacisk kładła na wykorzystanie łuczników i spieszonych rycerzy. Taktyka ta przyniosła Anglikom największe zwycięstwa na polach wojny stuletniej.
Kilka tygodni później Balliol koronował się na króla. Jego postępowanie, zwłaszcza otaczanie się Anglikami, nie podobało się jednak szkockim wielmożom. Pod koniec roku sir Archibald Douglas zaatakował Balliola w Annan i wybił jego ludzi. Półnagi Balliol zbiegł do Anglii i z pomocą Edwarda III w kwietniu 1333 r. ponowił próbę opanowania Szkocji. Pod Halidon Hill wojska sir Douglasa zostały rozbite, a on sam zginął. Szkocja znalazła się pod angielską okupacją, zaś młody Dawid II uciekł do Francji, gdzie król Filip VI zaoferował mu azyl.
Rządy Anglików i Balliola nie cieszyły się sympatią. W 1336 r. głowa opozycji, sir Andrew Murray, zbuntował się przeciw Edwardowi Balliolowi, który uciekł ze Szkocji. Edward III zaatakował Szkocję, ale wieści o próbie lądowania Francuzów w Dover zmusiły go do powrotu. Tymczasem w Szkocji regentem został Robert Stewart, który zdołał odzyskać Bute, a następnie w 1339 r. z pomocą ekspedycyjnych sił francuskich zdobył Perth. W 1340 r. Szkoci odzyskali Stirling i Edynburg.
W późniejszych latach sprawy francuskie tak pochłonęły Edwarda, że stracił on większe zainteresowanie wojną w Szkocji. W 1346 r. pod Neville’s Cross do angielskiej niewoli dostał się Dawid II i spędził w niej 11 lat. Balliol bez powodzenia próbował podbić Szkocję, ale w 1356 r., po odzyskaniu przez Szkotów Berwick i pokonaniu Anglików przez Williama Douglasa pod Nesbit Muir, zrezygnował z pretensji. Zmarł w 1364 roku.
Wojnę szkocką zakończył traktat w Berwick z 3 października 1357 roku. Szkoci zapłacili za Dawida okup w wysokości stu tysięcy marek, zaś Edward Balliol musiał zadowolić się obietnicą sukcesji dla siebie lub swoich potomków pod bezdzietnej śmierci Dawida II. Obietnica ta nie została spełniona.

## Wojna stuletnia. Sukcesy Anglików
Kiedy Filip VI zaofiarował azyl i sojusz Dawidowi II, Edward zaczął myśleć o opanowaniu tronu Francji (patrz: roszczenia do tronu). Do tego pomysłu zachęcał go Robert III d’Artois, wygnany z Francji w 1331 r. za fałszowanie dokumentów i pałający żądzą zemsty na Filipie. Poparcie dla Edwarda deklarowała też opozycja we Flandrii. W 1337 r. Edward zakazał eksportu angielskiej wełny do Flandrii, co spowodowało, że prowincja w obawie przed kryzysem gospodarczym poddała się Koronie Angielskiej. Edward pozyskał poparcie cesarza Ludwika IV Bawarskiego i wypowiedział wojnę Filipowi VI.
Pierwsze działania toczyły się dość niemrawo. Dopiero w 1340 r. Edward ogłosił się królem Francji i wylądował w Gandawie. Pierwszym krokiem było uzyskanie panowania nad kanałem La Manche. 24 czerwca 1340 r. źle dowodzona flota francuska została zniszczona w Sluys. Anglicy uzyskali panowanie na kanale La Manche i oddalili groźbę francuskiej inwazji na wyspę.
W 1341 r. wybuchła wojna o schedę po księciu Bretanii Janie III. Zarówno Filip, jak i Edward, obydwaj korzystając z tytułu króla Francji, wyznaczyli własnych sukcesorów po bezdzietnym księciu. Filip popierał siostrzenicę zmarłego Joannę de Penthievre i jej męża Karola de Blois. Edward natomiast popierał Jana, hrabiego Montfort, z bocznej linii książąt Bretanii, który większość swych posiadłości miał w Anglii. Rozpoczęła się wojna o sukcesję bretońską, przerywana co jakiś czas nietrwałymi pokojami i zdominowana przed drobne starcia. Trwała do 1364 r., kiedy syn Jana de Montfort, zmarłego w 1345 r., Jan V pokonał pod Auray armię Karola de Blois, zaś sam pretendent zginął w bitwie. W roku następnym Jan V został uznany za prawowitego księcia Bretanii.
W 1346 r. Edward III ponownie wylądował we Francji i ruszył na Paryż. Filip VI wyszedł przeciw niemu, dysponując znaczną przewagą liczebną. Po długim pościgu dopadł króla Anglii 26 sierpnia 1346 r. pod Crécy nad Sommą. Bitwa zakończyła się totalną klęską Francuzów, których kawaleria najpierw stratowała własną piechotę, by w końcu zostać zmasakrowaną przez angielskich łuczników. W bitwie zginął sprzymierzeniec króla Francji, czeski monarcha Jan Luksemburski i około półtora tysiąca rycerzy francuskich. W następstwie tej klęski Anglicy zdobyli Calais, które stało się ich bazą wypadową do podboju Francji.
Działania wojenne zostały później przerwane wskutek epidemii czarnej śmierci, która szalała w Europie w drugiej połowie lat czterdziestych XIV wieku. Wznowiono je w 1356 r., ale Edward już w nich nie uczestniczył. Dowództwo sprawował jego syn, Edward „Czarny Książę”, książę Walii. 19 września 1356 r. Czarny Książę rozbił armię francuską pod Poitiers i wziął do niewoli króla Jana II Dobrego, syna Filipa VI.

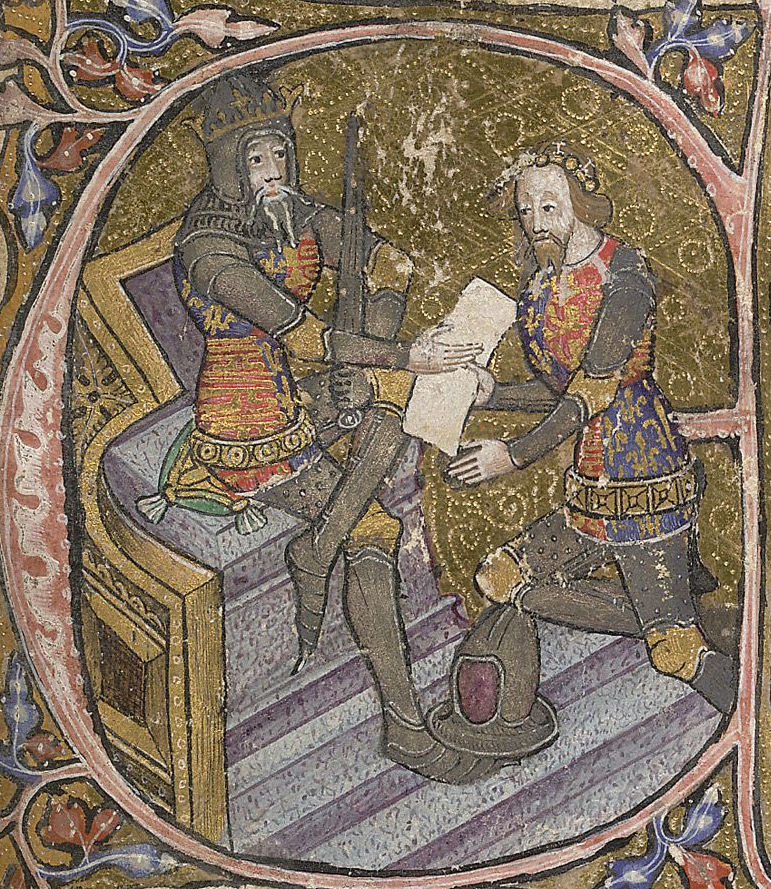
Król Edward III i jego najstarszy syn Edward Czarny Książę

Targana buntami rycerstwa i mieszczan, plądrowana przez niespłacone kompanie najemników Francja zmuszona została do zawarcia z Anglią traktatu w Brétigny (8 maja 1360), na mocy którego oddawała Anglii Gujennę, Gaskonię, Poitou, Saintonge, Aunis, Agenais, Périgord, Limousin, Quercy, Bigorre, Gaure, Angoumois, Rouergue, Montreuil-sur-Mer, Ponthieu, Calais, Sangatte, Ham i Guines. Ponadto Francuzi musieli zapłacić gigantyczny okup za swojego króla. Edward ze swojej strony zrzekał się pretensji do tronu Francji i zwierzchnictwa nad Flandrią, Bretanią, Normandią, Andegawenią, Turenią i Maine. Mimo to królowie Anglii tytułowali się królami Francji aż do 1802 r.

## Wojna stuletnia. Sukcesy Francuzów
Po śmierci Jana Dobrego w 1364 r. królem Francji został jego syn Karol V Mądry. Dowództwo nad armią powierzył Bretończykowi Bertrandowi du Guesclin. Pozbył się on z Francji kompanii najemników, wysyłając je na wojnę domową do Kastylii, która stała się kolejnym teatrem działań wojny stuletniej. Mimo interwencji Czarnego Księcia i klęski Francuzów pod Najerą udało się na kastylijskim tronie osadzić francuskiego kandydata.
W latach siedemdziesiątych du Guesclin przystąpił do odzyskiwania utraconych przez Francję terenów. Unikając starć z Anglikami, odbił szereg miast, m.in. Poitiers i Bergerac. W momencie śmierci Edwarda III, 21 czerwca 1377 r., panowanie angielskie we Francji obejmowało jeszcze większość zdobyczy z Brétigny, ale było bardzo zagrożone.

## Sprawy wewnętrzne

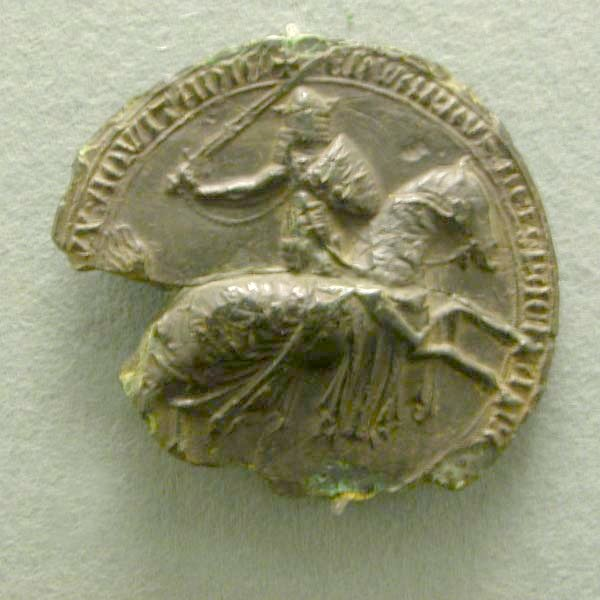
Wielka Pieczęć Edwarda III

Edward III, wybierając się na kampanie wojenne, władzę zostawiał w ręku młodszego syna, Jana z Gandawy. Liczne wojny wymagały wielkich nakładów finansowych, którym angielski skarb nie był w stanie podołać. Pieniądze na dalszą wojnę zdobywano, łupiąc niemiłosiernie francuskie prowincje. Angielska gospodarka z kolei przeżywała kryzys związany z epidemią dżumy.
Za Edwarda III wzmocniła się pozycja Parlamentu, który za jego panowania podzielił się na dwie izby, nazywane później Izbą Lordów i Izbą Gmin. W jego gestii znalazło się m.in. nakładanie podatków. Już w 1341 r. Edward musiał zaakceptować przedstawione przez Parlament ograniczenia jego wydatków i poddanie wydatków państwowych pod kontrolę Izby. W następnych latach wojny stuletniej Edward był coraz bardziej zależny od dobrej woli Parlamentu, w którego gestii było nakładanie podatków.
Edwarda pochłaniały głównie sprawy wojenne. W polityce wewnętrznej opierał się na swoich ministrach, z których największe wpływy miał William Wykeham, Lord Kanclerz i Lord Tajnej Pieczęci.
W 1346 r. Edward ustanowił Order Podwiązki. Według legendy na dworskim balu tańczącej z królem hrabinie Salisbury spadła podwiązka. Słysząc śmiechy dworzan, Edward założył ją sobie na nogę, mówiąc: „Hańba temu, kto widzi w tym coś złego” („Honi soit qui mal y pense” – jest to dewiza Orderu). Kawalerami Orderu Podwiązki miało być 24 szlachciców, na których czele stał król. Zarówno dokładna data jak i znaczenie tej dewizy pozostają jednak przedmiotem sporów.
Za Edwarda III powołano również urząd Sędziego Pokoju (Justice of Peace, JP), którego kompetencje obejmowały prowadzenie śledztw, dokonywanie aresztowań i prowadzenie procesów.

## Życie prywatne króla
Edward był notorycznym kobieciarzem. Kochał wprawdzie swoją żonę, Filipę de Hainault, i miał z nią trzynaścioro dzieci, ale w późniejszych latach często uciekał w ramiona innych kobiet – młodszych od żony. Po śmierci żony w 1369 r. wielki wpływ na Edwarda zyskała Alice Perrers. Chciwość i ambicja królewskiej kochanki i jej krewnych wywołały reakcję Parlamentu, który zakazał jej kontaktów z królem. Alice powróciła do umierającego króla, pozostając przy jego łożu śmierci i stając się źródłem publicznego zgorszenia i oskarżeń o kradzież pierścieni z rąk króla.
Edward zmarł 21 czerwca 1377 r. i został pochowany w katedrze Westminsterskiej. Ze względu na fakt iż jego najstarszy syn Edward, zwany Czarnym Księciem, zmarł w 1376 r., nowym królem został wnuk Edwarda, a syn Czarnego Księcia – Ryszard II.

## Rodzina
W 1320 r. Anglia i Hainaut prowadziły rozmowy w sprawie małżeństwa Edwarda z Małgorzatą, najstarszą córką Wilhelma I, hrabiego Hainaut i Joanny Walezjuszki. We wrześniu 1326 r. matka Edwarda i hrabia Hainaut podpisali traktat na mocy którego Edward miał poślubić młodszą siostrę Małgorzaty Filipę. 
24 grudnia 1327 r. Filipę powitano w Londynie jako oficjalną narzeczoną króla. 30 stycznia 1328 r. w Yorku odbył się ich ślub. Podczas małżeństwa z Edwardem Filipa urodziła 12 dzieci. 
Potomstwo:
- Edward (15 czerwca 1330 – 8 czerwca 1376), zwany „Czarnym Księciem”, książę Walii, ojciec Ryszarda II[49],
- Izabela Angielska (1332 – 1379), żona Enguerranda VII, pana de Coucy,
- Joanna Angielska (luty 1335 – 2 września 1348), narzeczona Piotra I Okrutnego, króla Kastylii,
- Wilhelm Hatfield (16 lutego – 8 lipca 1337),
- Lionel z Antwerpii (29 listopada 1338 – 7 października 1368), książę Clarence, ojciec Filipy[49],
- Jan z Gandawy (24 czerwca 1340 – 3 lutego 1399), książę Lancaster, ojciec Henryka IV[49],
- Edmund Langley (5 czerwca 1341 – 1 sierpnia 1402), książę Yorku, jego wnukiem był Ryszard Plantagenet[49],
- Blanka (1342),
- Maria (1344 – 1362), żona Jana V, księcia Bretanii,
- Małgorzata (1346 – 1361), żona Johna Hastingsa, 2. hrabiego Pembroke,
- Wilhelm Windsor (24 czerwca – 5 września 1348),
- Tomasz Woodstock (7 stycznia 1355 – 8/9 września 1397), książę Gloucester, od jego córki Anny wywodzili się książęta Buckingham[49].

Z Alice Perrers miał jednego syna:
- Johna de Southeray (ok. 1364 – 1383).